# Ромфорд (станція)
51°34′30″ пн. ш. 0°10′58″ сх. д. / 51.5749° пн. ш. 0.1827° сх. д.
Ромфорд (англ. Romford) — пересадочна залізнична станція на залізниці Great Eastern Main Line обслуговує місто Ромфорд, лондонське боро Гейверінг, Східний Лондон. Розташована за 19.9 км від станції Ліверпуль-стріт. Тарифна зона — 6. Пасажирообіг за 2017 рік — 8.834 млн.
Станцію було відкрито 20 червня 1839 році як кінцеву східну на залізниці Eastern Counties Railway, що прямувала до Майл-Енд. Станція на початок 2018 року є під орудою TfL Rail, з 2019 — Crossrail, зі станції потягами можна буде дістатися до станцій в центрі Лондона, а також до Редінга та аеропорту Лондон-Хітроу Станція також обслуговує потяги операторів Greater Anglia та London Overground.

## Пересадки
- Автобуси оператора London Buses маршрутів 5, 66, 86, 103, 128, 165, 174, 175, 193, 247, 248, 252, 294, 296, 347, 365, 370, 375, 496, 498, 499, 647, 648, 649, 650, 651, 674, 686 та нічні маршрути N15 та N86, LSP-575.